# Gabriela Serpa
Gabriela Estefanía Serpa Acevedo (Lima, 26 de diciembre de 1991) es una personalidad de televisión, modelo y bailarina peruana, que saltó a la fama por su participación en diferentes programas humorísticos, especialmente en los del comediante Jorge Benavides.

## Biografía
Gabriela Estefanía Serpa Acevedo nació el 26 de diciembre de 1991 en Lima, siendo la segunda y penúltima de tres hermanas.[cita requerida] A temprana edad mostró su interés por el baile para luego, cumpliendo casi la mayoría de edad realizar sus estudios de danza clásica y contemporánea en la Universidad Nacional Mayor de San Marcos, la cual no llegó a concluirla.
No fue hasta el año 2014 cuando se incorpora a la banda musical La Banda Dorada, conformando junto a su hermana Claudia Serpa, Annabel Torres y Alicia Robertson.
Serpa se sumaría al reality show peruano Bienvenida la tarde en el rol de competidora, inicialmente como reemplazo de la otrora concursante Rosángela Espinoza. Tras su paso por el dicho formato, en 2016 inicia su participación en los programas cómicos de su país, incluyéndose al reparto del espacio semanal Paren esta vaina, asumiendo el rol de actriz cómica y compartió divertidos segmentos al lado de los humoristas peruanos Hernán Vidaurre y Percy Diestra. Seguidamente, formó parte del late show La batería del Chino de la mano del actor y presentador Aldo Miyashiro por un breve tiempo.
En 2017, Serpa se unió al programa cómico El wasap de JB, donde retomó su papel de actriz cómica en diferentes sketches. A partir de entonces, comenzó una etapa de colaboraciones con el comediante Jorge Benavides para su posterior formato  JB en ATV en 2021, colaboración que continúa en la actualidad. Una de las interpretaciones correspondió a la imitación de Beto Ortiz, papel originalmente interpretado por Alfredo Benavides en el mencionado programa. Continuó realizando personificaciones de mujeres como Alicia Retto, conductora de Latina noticias, quien la acusó de dañar su reputación a partir de un vídeo viral. Mientras seguía en el programa de Benavides, presentó el programa turístico de televisión Te veo en ruta, en el canal Viva TV.
Serpa afirmó que estuvo en la mira de la productora local de contenido para adultos Inka Productions y que le ofrecieron trabajar como asistente de congresista, pero lo descartó y decidió centrarse principalmente en su faceta televisiva.

## Créditos

### Televisión
| Año           | Título               | Papel                                   | Emisión                 | Ref.                       |
| ------------- | -------------------- | --------------------------------------- | ----------------------- | -------------------------- |
| 2004          | Habacilar            | Participante de una secuencia de baile  | América Televisión      | [cita requerida]           |
| 2013          | Risas de América     | Invitada                                | América Televisión      | [cita requerida]           |
| 2014          | Bienvenida la tarde  | Competidora                             | Latina Televisión       | [ 4 ]                      |
| 2016          | La batería del Chino | Panelista y colaboradora                | Panamericana Televisión | [ 7 ]                      |
| 2016          | Paren esta vaina     | Actriz cómica y varios roles            | Panamericana Televisión | [ 6 ]                      |
| 2017-2021     | El wasap de JB       | Actriz cómica y varios roles            | Latina Televisión       | [ 1 ]                      |
| 2018          | La noche es mía      | Invitada especial                       | Panamericana Televisión | [ 19 ]                     |
| 2020          | Los Vílchez          | Cameo                                   | América Televisión      | [cita requerida]           |
| 2021          | Te veo en ruta       | Presentadora                            | Viva TV                 | [ 15 ]                     |
| 2021-presente | JB en ATV            | Actriz cómica                           | ATV                     | [ 9 ] [ 20 ] [ 21 ] [ 22 ] |
| 2023          | Noche de patas       | Invitada especial                       | No Somos TV (YouTube)   | [cita requerida]           |
| 2023          | Magaly TV, la firme  | Parte de la secuencia La casa de Magaly | ATV                     | [cita requerida]           |

### YouTube
| Año           | Título             | Papel        | Ref.   |
| ------------- | ------------------ | ------------ | ------ |
| 2021-presente | Las hermanas Serpa | Presentadora | [ 23 ] |